# Rhinortha
Rhinortha is een geslacht van vogels uit de familie koekoeken (Cuculidae). Het geslacht telt één soort:
- Rhinortha chlorophaea – Raffles' malkoha